# Blutsbande (Doctor Who)
Blutsbande (engl. Originaltitel The Family of Blood) ist die neunte Folge der dritten Staffel der neuen Serie der britischen Science-Fiction-Serie Doctor Who. Sie ist der zweite Teil eines von Paul Cornell geschriebenen Zweiteilers; der erste heißt Die Natur des Menschen. Die Episoden sind an den 1995 geschriebenen Doctor-Who-Roman Human Nature angelehnt.
Die Episode war zusammen mit dem ersten Teil 2008 für den Hugo Award in der Kategorie Best Dramatic Presentation, Short Form nominiert, konnte sich jedoch nicht gegen die von Steven Moffat geschriebene zehnte Folge der dritten Staffel (Nicht blinzeln) durchsetzen.

## Handlung
Die Handlung schließt an das Ende der Episode Die Natur des Menschen an. Timothy öffnet die Taschenuhr. Dies lenkt „die Familie“ derart ab, dass Martha diesen Moment dazu nutzen kann, der Familie eine Waffe zu entreißen und mit den anderen zurück zur Schule zu fliehen. Der immer noch verwirrte John hilft dabei, die Schule zu verteidigen; Martha und Joan suchen nach der Uhr.
Die Familie greift mit einer ersten Welle aus lebendigen Vogelscheuchen an, die die für den Krieg vorbereiteten Schüler jedoch besiegen können. Nachdem sie offenlegen, die TARDIS entdeckt zu haben, sieht Joan ein, dass John der Doktor ist.
Während die Familie weiter angreift, laufen John, Joan und Martha zu einem leeren Haus. Sie werden von Timothy entdeckt, der ihnen die Uhr gibt. Martha und Joan wollen John dazu bringen, die Uhr zu öffnen und wieder zum Doktor zu werden. Dieser bricht daraufhin in Tränen aus, da er Joan nicht aufgeben möchte.
Die Taschenuhr zeigt den beiden dann eine Vision ihres zukünftigen Zusammenlebens als Menschen.
John geht zum Raumschiff der Familie, bietet ihr die Uhr an und verlangt, dass sie im Gegenzug das Feuer einstellen. Dabei stolpert er. Die Familie öffnet die Uhr und bemerkt, dass diese leer ist, John sich also bereits in den Doktor zurückverwandelt hat. Die Schusseligkeit gab er vor, um den Selbstzerstörungsmechanismus des Raumschiffs zu starten.
Der Doktor und die Familie entkommen, doch er kann sie finden und gibt jedem einzelnen Mitglied harte Strafen.
Er geht zurück zu Joan und bietet ihr an, mit ihm mitzufliegen, doch sie lehnt ab. Er unterbreitet ihr außerdem das Angebot, einen Neuanfang zu starten, doch auch dies lehnt sie ab und macht es ihm zum Vorwurf, dass er sich ausgerechnet in ihrer Zeit versteckt hat. Sie begründet die Entscheidung außerdem damit, dass er im Gegensatz zu den Menschen niemals sterben wird. Der Doktor reist daraufhin ab.
Er und Timothy verabschieden sich und der Doktor gibt ihm die Taschenuhr als Erinnerung. Während des Ersten Weltkrieges erinnert sich Timothy an eine Vision einer Bombe und kann so seinen Tod verhindern. In seinen späteren Jahren erkennt er den Doktor und Martha an einem Kriegstotengedenktag. Diese bestätigen ihn darin, während er immer noch seine Uhr an sich hat.

## Kritik
Die Episode hat in der Internet Movie Database im Durchschnitt eine Bewertung von 9,2 von 10.
Travis Fickett von IGN lobte die Ideen, die Dialoge und die schauspielerische Leistung aller. Er vergab 9,3 von 10 möglichen Punkten.

## Auszeichnungen
Hugo Awards
- 2008: Nominierung in der Kategorie Best Dramatic Presentation – Short Form[1]

Constellation Awards
- 2008: Best Male Performance in a 2007 Science Fiction Television Episode für David Tennant[3]